# Orient expressz

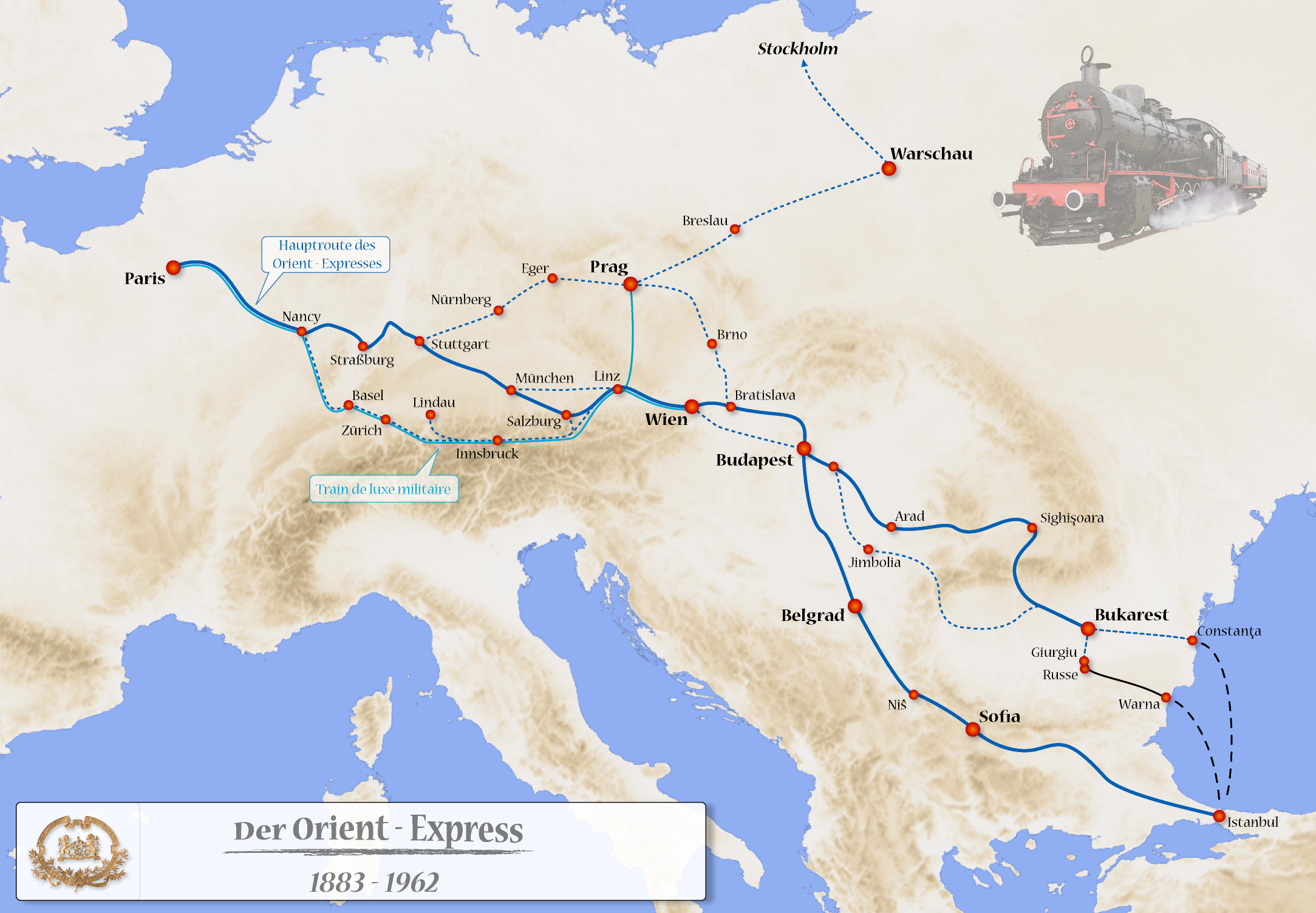

Az Orient expressz Nyugat-Európát Kelet-Európával összekötő vasútvonalakon közlekedő luxusvonat volt a 19–20. században. A vonat manapság nosztalgiajáratként közlekedik a London–Velence, illetve az eredeti, Párizs–Isztambul útvonalon.

## Története

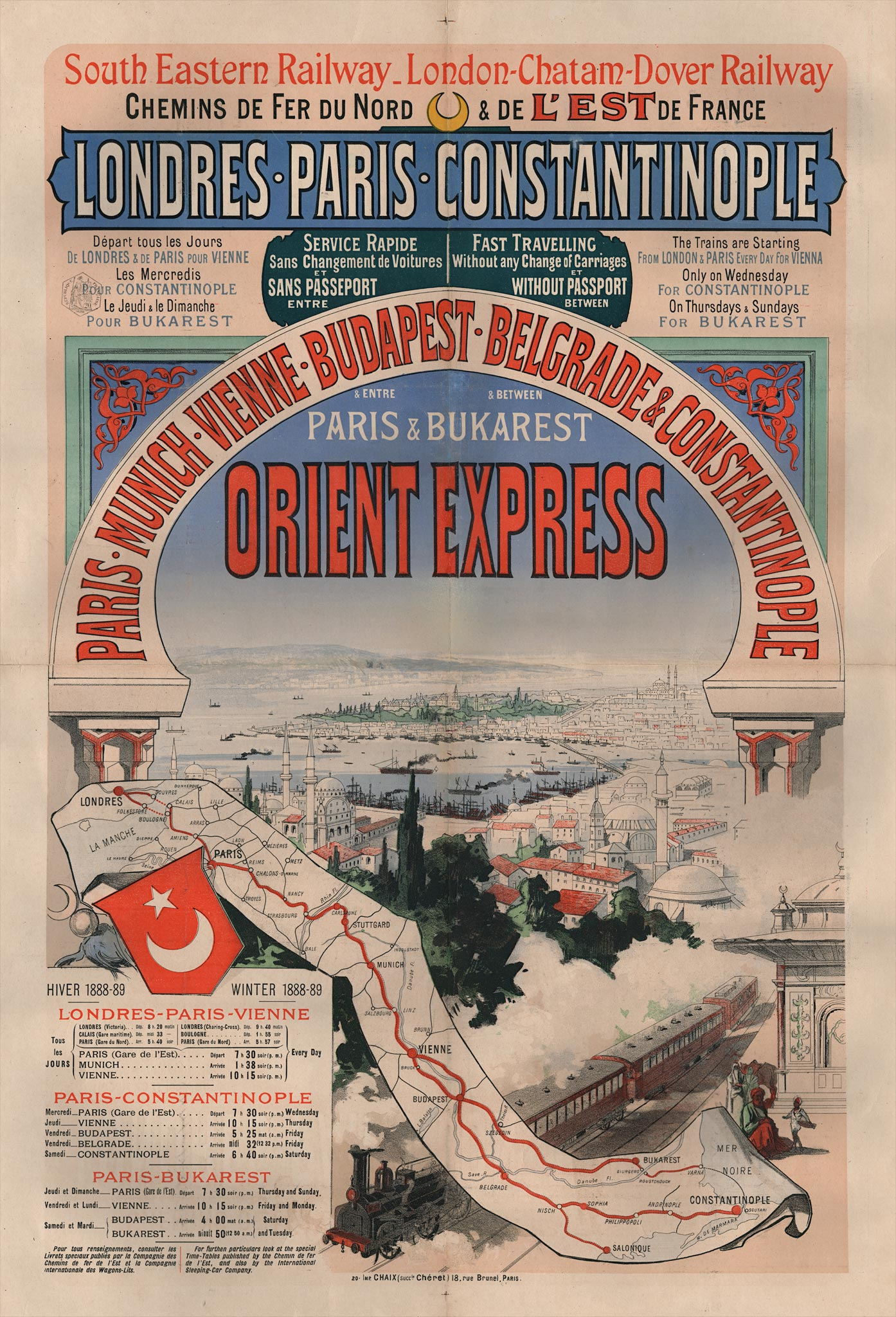
Az Orient expressz plakátja (1888–1889)

Az Orient expressz története tulajdonképpen a 19. és 20. század Európájának története. A nyugat- és kelet-európai országok közötti vasúti kapcsolat létrejöttét az európai nagyhatalmak politikája határozta meg. A 19. század második felében a nyugat-európai országok érdeklődése kelet felé fordult és a meggyengült Oszmán Birodalom által még megszállt balkáni országok függetlenségi törekvései felerősödtek. A krími és balkáni háború után az érdekelt nagyhatalmak tevőleges szerepet játszottak a kelet-európai vasúthálózat kiépítésében, valamint a nyugat-európai vasúti összeköttetés megteremtésében.
Hosszas politikai csatározások és kétoldalú konvenciók megkötése után végül 1889-ben jött létre az első közvetlen vasúti összeköttetés Nyugat-Európa és Konstantinápoly (a mai Isztambul) között, a Budapest–Belgrád–Szófia útvonalon. Az isztambuli végállomása a sirkeci pályaudvar volt.
Amíg a kelet-európai vasúthálózat kiépítése folyt, Georges Nagelmackers belga bankár amerikai mintára megszervezte az első európai hálókocsi- és étkezőkocsi-társaságot. 1872-ben alapította meg a Nemzetközi Vasúti Hálókocsi Társaságot (Compagnie Internationale des Wagons-Lits), melyet 1876-ban azonos néven átszervezett. A belga királyt sikerült az átszervezett társaságba főrészvényesnek megszereznie, ezért az uralkodó hozzájárult a társaság vasúti kocsijainak oldalán látható CIWL címerben az oroszlános királyi jelkép használatához (lásd a képet). A háló- és étkezőkocsik az akkori idők legkorszerűbb amerikai forgóvázas kocsijait utánozták, díszítésükben és belső kialakításban azonban felülmúlták azokat.
Az első világháborúig favázas, tíkfaburkolatos kocsikat használt a társaság. Ebből a korszakból származik a Közlekedési Múzeum 2347 pályaszámú CIWL étkezőkocsija, jelenleg nosztalgia forgalomban közlekedik és a Magyar Vasúttörténeti Parkban lehet megtekinteni.
A kocsit sokan Európa egyik legszebb vasúti kocsijának tartják. Az első világháború után acélvázas, sötétkék kocsikat használt a CIWL. Nagelmackers nagy álma az Európát átívelő Orient expressz volt. 1882-ben tartották az első próbautat „Train Eclaire” elnevezéssel Párizs és Bécs között. Az 1350 km-es utat 27 óra 57 perc alatt tette meg a nevéhez méltó kísérleti expressz. A sikeren felbuzdulva 1883. június 5-én elindult Párizsból az első Orient expressz Konstantinápoly felé. Ekkor még csak a Bukarest–Ruszcsuk (ma: Rusze)–Várna vasútvonal készült el, Várnától Konstantinápolyig hajóval kellett az utat megtenni. A 3186 km-es utat az expressz 83 óra és 30 perc alatt tette meg, ebből 15 óra hajóút volt. Az első utasoknak 457 aranyfrank menetdíjat kellett fizetniük +20%-ot az ellátásért, ha végig utaztak Párizstól Konstantinápolyig. Az Orient expressz luxusvonat volt, csak első osztályú jegyet lehetett rá váltani.
A „Roi des Trains, Trains des Rois” (vonatok királya, királyok vonata) elnevezéssel méltán illették. Az első vonatok összeállítása általában öt kocsi: a vonat elején és végén poggyászkocsi, közepén két hálókocsi és egy étkezőkocsi. A több napig tartó utazás során az utazók több élményt és kalandot élhettek át, mint az amerikai transzkontinentális expresszek közönsége. Az első öt évben, 1883 és 1888 között a Párizs–Strassburg–Stuttgart–München–Bécs–Pozsony–Budapest–Szeged–Temesvár–Orsova–Bukarest–Ruszcsuk–Várna útvonalon közlekedett az Orient expressz. A magyar szakaszon 689 km hosszban eleinte teljesen az Osztrák Vasúttársaság vonalain közlekedett, keleti-expressz elnevezéssel. Később, amikor 1888-ban elkészült a Belgrád–Szófián keresztül vezető közvetlen útvonal, belépett a MÁV által a konvenciók alapján 1884-ben épített Budapest–Zimony–Belgrád vasútvonal 359 km hosszban.

## Története és útvonalváltozatai

Az Orient expressz útvonalai

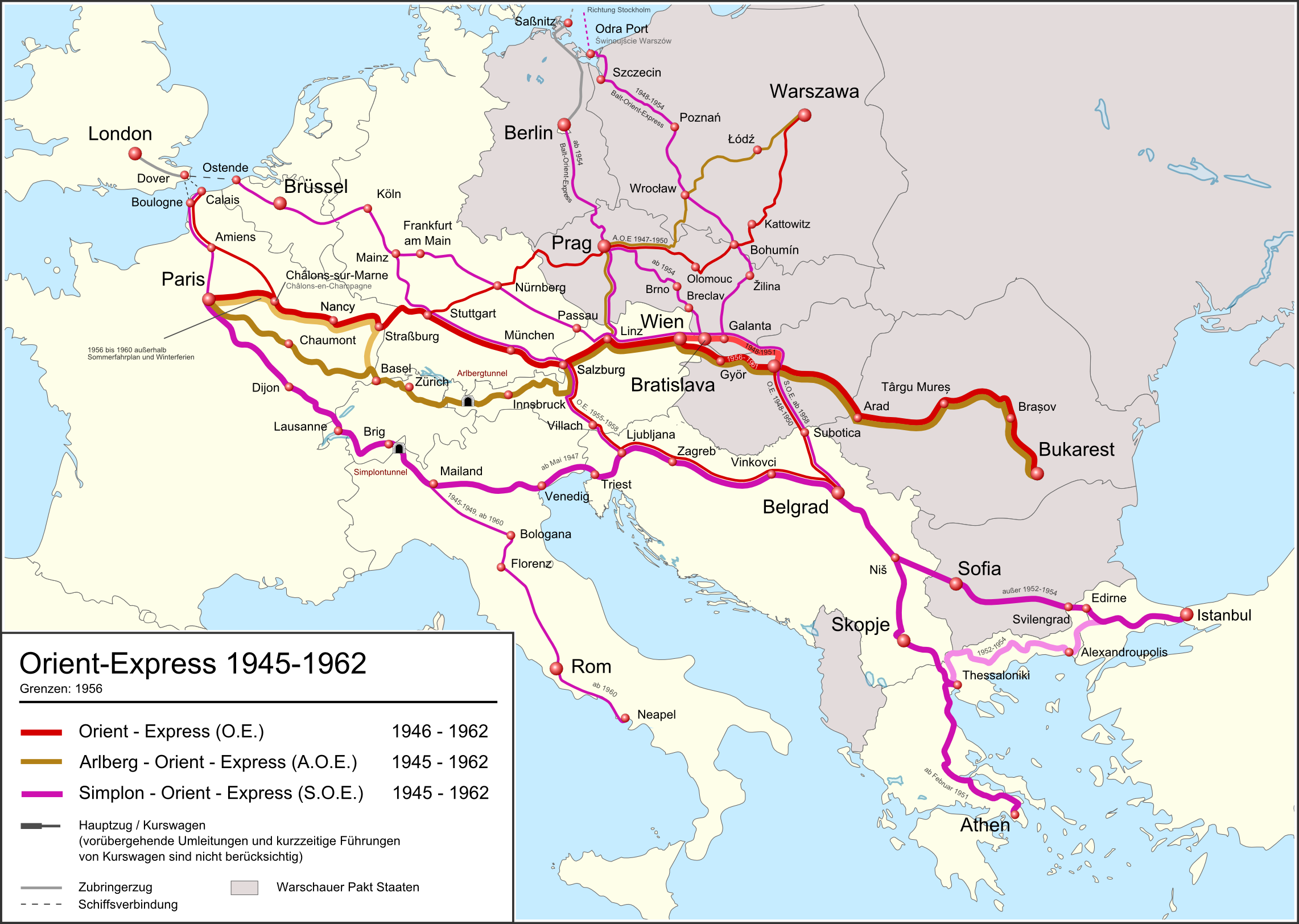
Az Orient expressz útvonalai 1945–1962 között

Innen kezdve az Orient expressz útvonala Budapesten kettévált Belgrád és Bukarest felé, így összesen 1048 km hosszban közlekedett magyar területen, ez a teljes útvonalnak körülbelül egyharmada. A közvetlen összeköttetéssel az expressz a Párizs–Bécs–Budapest–Belgrád–Niš–Szófia–Konstantinápoly útvonalat 1889-ben 67 óra 35 perc alatt tette meg. Az 1889–1914 közötti időszakot nevezzük az Orient expressz fénykorának. Az utazásokhoz számtalan anekdota kapcsolódik. Ferdinánd bolgár fejedelem volt a balkáni uralkodók közül a legnagyobb vasútbarát, az expressz mozdonyát többször vezette a bolgár szakaszon. A Nemzetközi Vasúti Hálókocsi Társaság vezetőinek minden diplomáciai érzéket be kellett vetni, hogy az ebből eredő konfliktusokat elkerüljék. A fejedelem végül megelégedett azzal, hogy szalonkocsiját az expresszhez csatolja. Ezt más uralkodók is megtették. II. Frigyes badeni nagyhercegtől Daniló montenegrói hercegig sokan utaztak különkocsin az Orient expresszen. Egyszer a Ranai maharadzsa hét feleségével Párizsból Konstantinápolyba utazott. Külön lefüggönyözött hálókocsit és étkezőkocsit rendelt a társaságtól, amit külön mozdony kapcsolt az expresszre az után, miután egy félreeső vágányon titokban felszálltak rá.
Az első világháború kitörése véget vetett az Orient expressz első korszakának. 1914. július 29-én a szerbek felrobbantották a zimonyi Száva-hidat. Az expressz nem közlekedett tovább. Útvonalán egész Európában katonavonatok követték egymást. A hadi helyzet változásával a zimonyi hidat a központi hatalmak és a szövetséges Törökország közötti vasúti kapcsolat biztosítására helyreállították. A központi hatalmak 1916-ban a hadianyag szállítása mellett elindították az első Balkanzug (Balkánvonat) nevű expresszt, Berlin és Konstantinápoly között. Ezzel egy időben a CIWL helyett létrehozták a Mitteleuropäische Schlaf- und Speisewagen Gesellschaft, röviden Mitropa (Közép-Európai Háló- és Étkezőkocsi Társaság) nevű céget.
Az első világháború végén megszűnt a Balkánvonat, helyette az atlanti hatalmak 1919–1921 között az úgynevezett „Train de luxe militaire” (katonai luxusvonat) expresszt közlekedtették Párizs és Varsó között. A trianoni békeszerződés után az Orient expressz egy ideig elkerülte a vesztes hatalmakat, így Magyarország területét is. Az Orient expressz szerepét a Simplon-Orient expressz vette át Párizs–Bázel–Milánó–Velence–Trieszt–Belgrád–Szófia–Konstantinápoly útvonalon. Az Orient expressz 1924-től ismét eredeti útvonalán közlekedett. 1931-ben a biatorbágyi merénylet a Viadukt c. film szerint ellene történt. Az 1939-ben kitört második világháború megszüntette az európai expresszvonatok közlekedését. 1948-tól Budapesten keresztül újból közlekedett az Orient expressz. Ettől az évtől közlekedett Stockholmtól Szófiáig a Balt-Orient expressz is. A második világháború utáni Orient expressz elvesztette luxusvonat jellegét, másodosztályú kocsik is közlekedtek benne.
A hidegháború első évtizede idején, 1951 és 1955 között az expressz csak Párizs és Bécs között közlekedett. 1977-ben továbbított utoljára közvetlen hálókocsit Párizs és Bukarest között. 1982-ben indult el a nosztalgia Orient expresszek közlekedtetése az eredeti Simplon útvonalon keresztül.
A 20. század utolsó évtizedeiben az expressz Párizstól Bukarestig, majd később Budapestig közlekedett. 2001. június 10 óta Budapest helyett Bécs a végállomása. 2007. június 10., a Párizs–Strasbourg közti TGV Est vasútvonal megnyitása után már csak Strasbourg és Bécs között közlekedett.

## Jelene
A járat menetrend szerint közlekedése 2009-ben szűnt meg. Alkalmanként induló nosztalgiameneteket (természetesen az eredetivel egyező kinézetű, gépészetileg ugyanakkor korszerű szerelvénnyel) továbbra is teljesít a London-Velence, illetve az eredeti, Párizs-Isztambul viszonylatot. Budapestet, a Nyugati pályaudvarra betérve szokta érinteni.

## Katasztrófák a luxusvonat életében
- Az első 1883-ban a bolgár szakaszon történt és később többször is előfordult az Orient expressz történetében.
- Az egyik legnagyobb port felverő eset volt, amikor 1891-ben Athanasos a görög rablóvezér és bandája kisiklatta az expresszt. A vonat személyzetét és az utasokat elrabolták, és csak magas váltságdíj fejében engedték őket szabadon.
- Természeti katasztrófák, vasútüzemi balesetek sűrűn előfordultak az expressz útjai során. Már az első úton, 1883-ban Varciorova közelében árvíz késleltette az előrehaladást. Néhány nappal később az expressz ugyanitt földcsuszamlásba futott. Hóakadályok is többször előfordultak:
- A kisiklások, összeütközések is végigkísérték az expressz történetét. Érdekes eset volt, amikor 1901-ben az Oostende–Wien Orient expressz mozdonya túlszaladt a frankfurti pályaudvar ütközőbakján, és a falat ledöntve a vendégek legnagyobb megdöbbenésére a vasúti étteremben állt meg.
- 1913-ban Passau közelében egy kazánsérülés miatt a kiömlő gőz leforrázta a fűtőt. A mozdonyvezető kimenekült a vezérállásból és a mozdony oldalán kapaszkodott. Az expressz több mint tíz kilométeren megfutamodott, és csak nagy nehézségek árán sikerült megállítani.
- 1929-ben Isztambul előtt mintegy száz kilométerrel a magas hóban elakadt a luxusvonat. A nagy hideg miatt a tüzelőanyag gyorsan elfogyott, az élelmiszer is fogytán volt. A közeli falvakban sikerült élelmiszert és fűtőanyagot beszerezni. A hó fogságában veszteglő expressz tizenegy nap múlva szabadult. Valószínűleg ez az eset ihlette Agatha Christie-t a Gyilkosság az Orient expresszen című regénye megírására.
- Az Orient expressz magyar vonatkozású anekdotái közül a legismertebb az érsekújvári vasútállomás cigányzenekarának története. Egy gróf az állomás restijében a kellemes cigányzenét hallgatva lemaradt a később balesetet szenvedett vonatról. A kocsi, amelyikben a grófnak utaznia kellett volna, összezúzódott. A gróf hálából alapítványt hozott létre a cigányzenekar támogatására. A támogatás fejében viszont arra kötelezte őket, hogy minden gyorsvonatnál, így az Orient expressznél is zenéjükkel szórakoztassák az utasokat, amíg a szerelvény vízvételezés miatt állt. Így vált hagyománnyá az érsekújvári cigányzenekar. Állítólag Trianon után nem játszottak tovább. Ma a nosztalgia Orient expressz utasainak néha játszik egy fizetett zenekar.[2] Az Orient expressz Magyarországra érkező vendégeit Budapesten éveken át a Lugosi-zenekar fogadta.[3]

## Magyarország szerepe a vonat létrejöttében

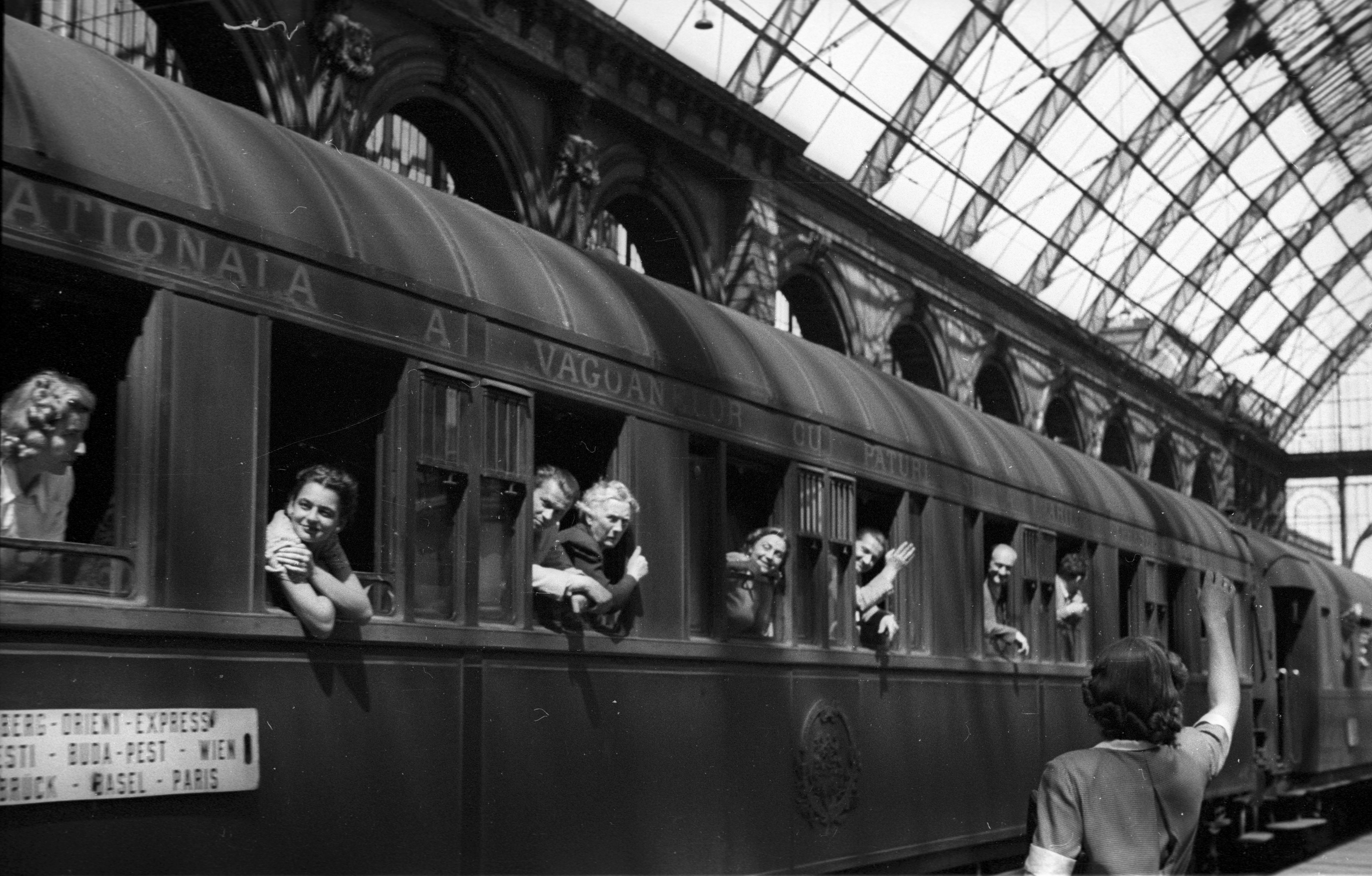
Alberg-Orient-Express indul 1947-ben a Keleti pályaudvarról

Az Orient expressz létrejöttét nagymértékben köszönheti a következetes XIX. század végi magyar vasútpolitikának, melyben nagy figyelmet fordítottak a balkáni államokkal való vasúti kapcsolat kialakításának. A magyar vasúthálózat kiépítésével párhuzamosan Magyarország pontosan betartotta a balkáni vasúti csatlakozások kiépítésére a nemzetközi szerződésekben vállalt kötelezettségeit, sőt az egyik mozgatórugója volt az egyezségek létrejöttének és támogatta a balkáni országokban a csatlakozó vonalak megépítését.

## Az Orient expressz híres utasai
- Agatha Christie – angol krimiírónő, a krimi koronázatlan királynője.
- Marlene Dietrich – német–francia származású színész- és énekesnő
- Willy Frost – Marlene Dietrich kollégája és szeretője
- Szergej Gyagilev (franciásan: Serge de Diaghilev/Diaghileffs) – a világhírű Orosz Balett megalkotója
- Mata Hari – holland kalandornő
- Václav Havel – cseh drámaíró, a szabad Csehszlovákia első köztársasági elnöke
- Thomas Edward Lawrence (Arábiai Lawrence) – angol kém
- Szergej Lifar – Gyagilev orosz tanítványa

## A vonat megjelenése a kultúrában

Jelenet a Gyilkosság az Orient expresszen című 1974-es mozifilmből.

- Jelenet a Gyilkosság az Orient expresszen című 1974-es mozifilmből.Agatha Christie: Gyilkosság az Orient expresszen című regénye
- Vladimir Fédorovski: Az Orient expressz regénye; ford. Sohajda Ferenc; General Press, Budapest, 2008 (Különleges könyvek)
- Orient Express (1934), amerikai film, r.: Paul Martin (Graham Greene műve alapján)
- Orient Express (1954), olasz film, r.: Carlo Ludovico Bragaglia
- Sidney Lumet Gyilkosság az Orient Expresszen című filmje, Agatha Christie regényének feldolgozása, 1974.
- Spányik Kornél Orient expressz (Nászúton) című festménye
- Miroslav Aranđelović Kemiš Orient ekspress című zeneszáma
- Kenneth Branagh Gyilkosság az Orient expresszen című filmje, Agatha Christie regénye alapján (2017)